# 大水窟山北峰
大水窟山北峰又稱北大水窟山，位於台灣玉山國家公園境內，顧名思義，在大水窟山北方，往秀姑坪及秀姑巒山的中央山脈主稜線上，行政區域為南投縣信義鄉東埔村與花蓮縣卓溪鄉卓溪村之縣界上。山頂海拔3628公尺，有航測森林三角點13號水泥柱基石，旁有里程指示牌，上面標明往秀姑坪1.5K。